# Diplazium crassiusculum
Diplazium crassiusculum är en majbräkenväxtart som beskrevs av Ren-Chang Ching.
Diplazium crassiusculum ingår i släktet Diplazium och familjen Athyriaceae. Inga underarter finns listade i Catalogue of Life.